# Pinchas Erlanger
Pinchas Erlanger (* 8. August 1926 in Ravensburg als Peter Erlanger; † 29. August 2007 in Schawe Zion, Israel) war ein israelischer Siedler und Landwirt deutscher Herkunft, der sich aktiv für die deutsch-israelische Freundschaft einsetzte.

## Leben

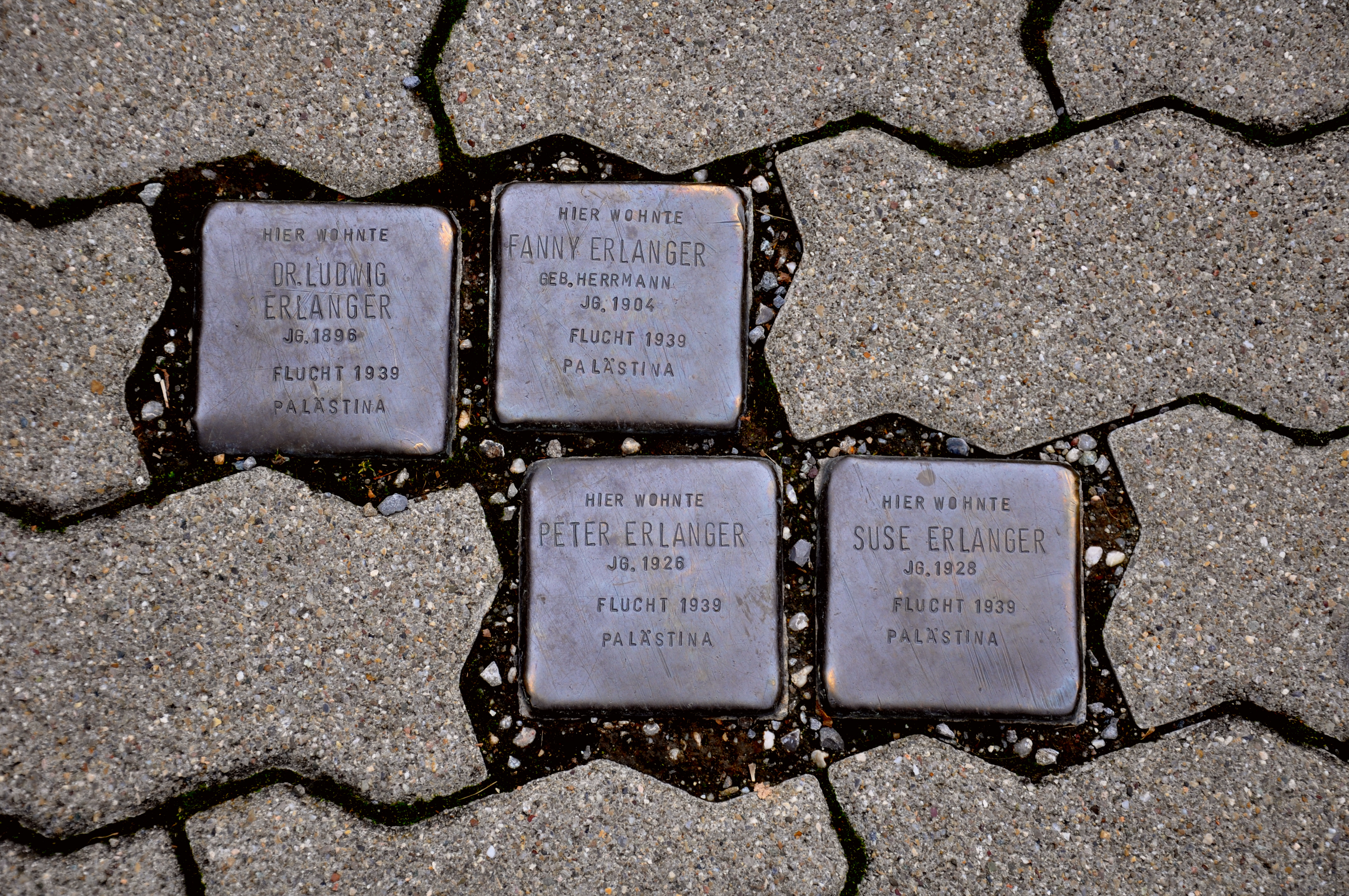
„Stolpersteine“ auf dem Schulhof des Bildungszentrums St. Konrad, Ravensburg

Peter Erlanger wurde als Sohn des Diplom-Landwirts Ludwig Erlanger und seiner Ehefrau Fanni, geborene Herrmann, in Ravensburg geboren. Er wuchs auf dem von seinen Eltern bewirtschafteten Burachhof in Ravensburg auf, der als „Mustergut“ auf Hühnerzucht und Obstbau spezialisiert war. Nach 1933 diente der Burachhof auch jüdischen Jugendlichen zur Vorbereitung auf die Jugend-Alijah als Hachschara. Peter Erlanger erinnert sich: "Meine zwei Jahre jüngere Schwester [...] und ich erlebten eine normale, glückliche Kindheit auf dem Hof. Unser Anwesen war ca. 60 Morgen groß und lag auf einer Anhöhe über dem Schussental, etwa auf halbem Weg zwischen Ravensburg und Weingarten. In Ermangelung gleichaltriger Kinder in der Nachbarschaft spielten (und rauften) wir halt zu zweit. Unsere Freunde waren das Haus- und Hofpersonal, die jüdischen Praktikanten, die ein bis zwei Jahre bei uns ausgebildet wurden, und natürlich das ganze Getier auf dem Hof, von den Zugpferden, den Kühen, Schweinen und Hühnern bis zum Hofhund, mit denen wir sozusagen zusammen aufwuchsen" Peter Erlanger besuchte die Volksschule und das Spohngymnasium in Ravensburg. Seine Schulzeit im Nationalsozialismus war von Rassismus, Ausgrenzung und Verhöhnung geprägt: So wurde in der Volksschule als grammatisches Beispiel der Satz „Der Jude lügt“ dekliniert, im Musikunterricht des Gymnasiums musste er das Lied „Wenn's Judenblut vom Messer spritzt“ singen. Das Gymnasium musste Erlanger – als einer der Klassenbesten – dann wegen angeblich ungenügender Leistungen in Zeichnen, Singen und Turnen verlassen. Er wechselte darauf an das von Hugo Rosenthal geleitete Jüdische Landschulheim Herrlingen bei Ulm, wo er bis zur Zwangsschließung des Heims 1939 lebte. Pinchas Erlanger erinnert sich: "Für mich, aus einem assimilierten Haus stammend, in einer katholischen Gegend aufgewachsen, in christlichen Schulen erzogen, bis ich 1938 aus dem deutschen Gymnasium flog, war Herrlingen der erste Treffpunkt mit dem Zionismus und dem Judentum überhaupt. [...] Neu-Hebräisch oder Erez Israel lernte ich erst in Herrlingen kennen". Nach der Zwangsschließung wurde das Landschulheim in ein Zwangsaltersheim für Juden umgewandelt, in dem Peter Erlangers Großvater Josef Herrmann, geboren am 4. November 1866, vom 1. August 1939 bis zum 9. Juli 1942 leben musste, bis er zunächst nach Oberstotzingen und von dort über Stuttgart in das KZ Theresienstadt deportiert wurde, wo er am 26. September 1942 umkam. Peter Erlanger wurde daraufhin mit seiner Schwester von März bis Ende August 1939 in der jüdischen Waisen- und Erziehungsanstalt "Wilhelmspflege" in Eßlingen am Neckar unterrichtet.
Zu dieser Zeit wurde auch der Hof der Eltern in Ravensburg enteignet, und die Familie lebte auf engstem Raum auf dem Hof des neuen Pächters. Aufgrund der zunehmenden Bedrängung durch das nationalsozialistische Regime planten die Eltern schließlich die "Emigration". Nach Kriegsbeginn 1939 wurde dem Vater mit KZ-Haft gedroht, sollte die Familie nicht innerhalb von drei Wochen das Deutsche Reich verlassen. Alle beantragten Visa wurden abgelehnt. Ein Onkel aus Israel schaffte es im letzten Moment, ein Visum zu bekommen. So gelang der Familie mit zwei Kindern am 26. November 1939 die offizielle Ausreise nach Palästina (mit dem letzten offiziellen Schiff).
Dort angekommen, wohnte die Familie zunächst in Ramat Gan bei einer Tante von Peter Erlanger, die ihnen zusammen mit ihrem Mann zur Niederlassung in Schawe Zion bei Naharija verhalf. Dort bauten Erlangers Eltern das zwei Jahre zuvor gegründete landwirtschaftliche Kollektiv (Moschaw Shitufi) weiter mit auf. Peter Erlanger, der seinen Vornamen inzwischen zu Pinchas geändert hatte, besuchte zunächst noch ein Jahr die dortige Schule und war dann ab dem Alter von 15 Jahren als Melker und Bäcker tätig, danach in einer Futtermühle sowie in der Hühner- und Viehhaltung. Mit 22 Jahren heiratete er. Mit der Zeit spezialisierte er sich auch darauf, deutsche Touristen durch die Siedlung zu führen. Von 1980 bis 1990 arbeitete er im Hotel der Siedlung Schawe Zion, danach in der Plastikfabrik, und zuletzt an der Rezeption des Krankenhauses.
1969 reiste Erlanger zum ersten Mal wieder nach Deutschland und besuchte die „Israelwoche“ in Stuttgart. Später wurde er als Gastgeber zu einer bestimmenden Gestalt des von Ravensburger Lehrern initiierten, langjährigen Schüleraustauschs zwischen Ravensburg, der Nachbarstadt Weingarten und Naharija. Aufgrund der vielen neuen Kontakte in seine Heimatstadt reiste er mehrmals nach Ravensburg, wo er öffentlich über seine Erlebnisse sprach und für die israelisch-deutsche Freundschaft warb. Hierbei hat er „nie an eine Kollektivschuld geglaubt, aber immer eine Kollektiverinnerung gefordert“. 2004 pflanzte er vor dem Gymnasium, das er zwangsweise verlassen musste, eine Robinie als Zeichen der Versöhnung.

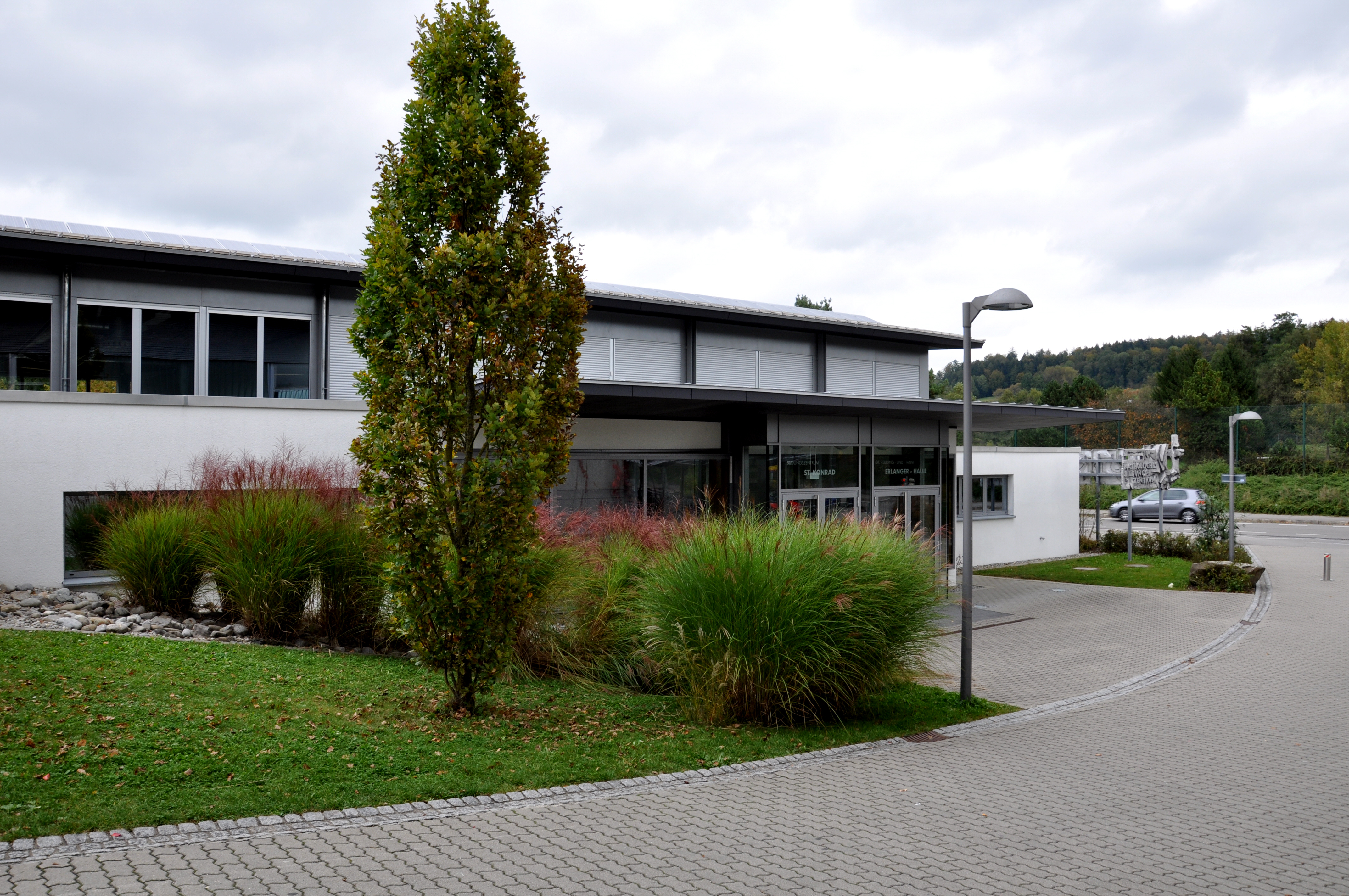
Dr.-Ludwig-und-Fanni-Erlanger-Halle

2003 veröffentlichte er in einem Sammelband seine Jugenderinnerungen.
Für seine Verdienste erhielt Pinchas Erlanger 2006 als sechster Ausgezeichneter die Ehrenmedaille der Stadt Ravensburg. Die Auszeichnung nahm er persönlich in Anwesenheit seiner Ehefrau, eines Enkels und eines Urenkels in Ravensburg entgegen.
An die Eltern von Pinchas Erlanger erinnern in Ravensburg die „Ludwig-Erlanger-Anlage“ und die „Dr.-Ludwig-und-Fanni-Erlanger-Halle“, die Sport- und Festhalle des Bildungszentrums St. Konrad. Die Grünanlage und das Bildungszentrum stehen beide auf dem Grundstück des Burachhofs der Erlangers. Seit dem 13. September 2006 erinnern vier „Stolpersteine“ des Kölner Künstlers Gunter Demnig auf dem Gelände des Burachhofs an das Schicksal der vertriebenen Familie Erlanger.
Pinchas Erlanger starb in der Nacht zum 30. August 2007 im Alter von 81 Jahren.

## Veröffentlichungen
- Erinnerungen – meine Jugend in Deutschland und die Auswanderung nach Palästina, in: Auswanderung, Flucht, Vertreibung, Exil im 19. und 20. Jahrhundert. Laupheimer Gespräche 2001. Philo, Berlin 2003, ISBN 3-8257-0334-7, S. 145–168. Dieser Beitrag ist online abrufbar: Pinchas Erlanger: Erinnerungen. Meine Jugend in Deutschland und die Auswanderung nach Palästina